# Vailland, esquisse pour la psychanalyse d'un libertin
Cet ouvrage de Jean Recanati, psychanalyste et ami de Roger Vailland, intitulé Vailland, esquisse pour la psychanalyse d'un libertin, est un essai biographique publié en 1971 qui traite du parcours et de la personnalité de l'écrivain Roger Vailland.

## Présentation
Cet ouvrage est basé sur les manuscrits laissés par Roger Vailland et mis à la disposition de l'auteur par Élisabeth Vailland. Jean Recanati reprend en exergue cette citation de Vailland extraite de son essai Les Pages immortelles de Suétone :

« Il faut savoir le lire, chercher en filigrane ou comme on regarde cette gravure ancienne dont parle André Breton dans Nadja et qui, vue de face, représente un tigre mais qui cloisonnée perpendiculairement à sa surface de petites bandes verticales fragmentant elle-même un autre sujet, représente pour peu qu'on s'éloigne de quelques pas sur la droite, un ange. »

Voilà le sujet défini, un Vailland aux multiples facettes, un homme complexe, à l'histoire compliquée, qu'il faut décoder pour pouvoir s'en approcher, décrypter l'homme, éclairer sa vie et ses textes à l'aune de l'analyse de Jean Recanati.

## Contenu et synthèse

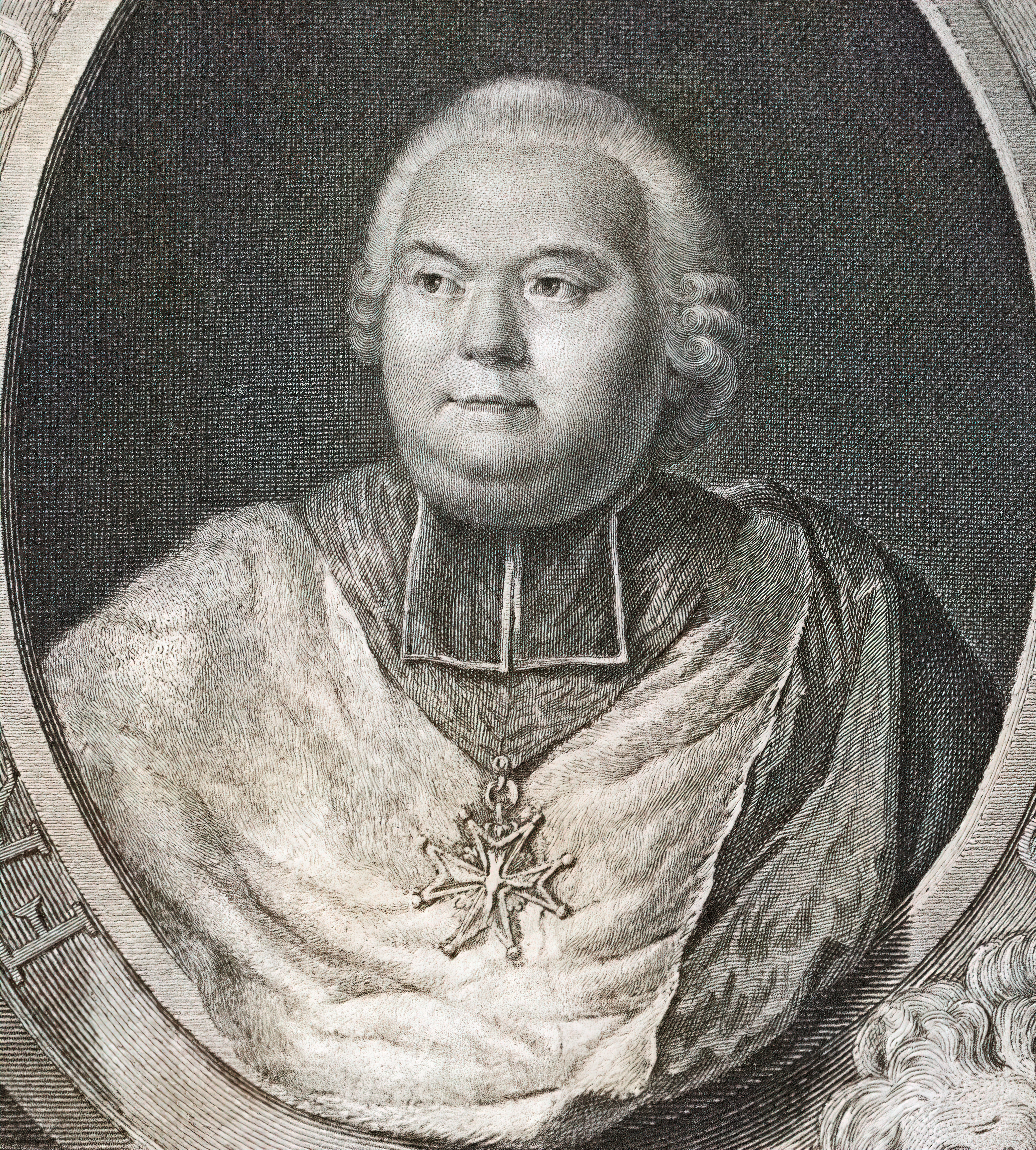
Le libertin Cardinal de Bernis

En bon psychanalyste, Jean Recanati passe en revue les événements et les personnes qui ont influé sur la personnalité de Roger Vailland. D'abord le cycle des pères, au sens large du terme, celle qu'il nomme paradoxalement la grand-mère paternisée qu'il a eu tendance à idéaliser, le grand ami de sa jeunesse Roger Gilbert-Lecomte qui l'a beaucoup marqué et influencé, Roberte sa première femme avec laquelle il a connu la passion puis la haine, l'héroïne de son second roman Les Mauvais coups.
La mère bien sûr, cette femme inaccessible au regard tendre, la femme entre l'ange et la putain dont il dira dans Le Regard froid : « Chères filles qu'à toutes les époques de ma vie (...) je suis allé retrouver dans les bordels, le cœur battant, et qui m'avez toujours prodigué les plaisirs les plus purs... »
Enfin, celles que Jean Recanati appelle les femmes phalliques qu'on retrouve déjà dans Bon pied, bon œil où il écrit : « Ne t'es-tu jamais demandé pourquoi les hommes que tu estimes et admires par ailleurs, se laissent maltraiter et humilier par leurs épouses ? » Ses romans représentent des rêves projetés dans le conscient, rêves qui dérivent de son enfance, des événements qui l'ont marquée. En 1964, il dira : «  Il y a toujours deux femmes dans mes romans : une épouse et mère, haïssable, que j'ai envie de tuer, et puis une fille-merveille »  que je ne peux pas atteindre. »
Des femmes mutilantes, il passe aux femmes-rêve que l'auteur appelle les femmes-moi en raison de leur puissance d'identification. Vailland se voit comme une éponge qui absorbe tout ce qu'il voit et ressent pour le restituer sous une forme littéraire. C'est d'ailleurs ce qu'il dit en citer un texte de Flaubert repris par Jean Recanati.
Les exemples en sont nombreux : Domenica, la mère d'Eugène-Marie Favard dans Un jeune homme seul, le personnage d'Héloïse dans sa pièce Héloïse et Abélard, Pierrette Amable l'héroïne de Beau Masque à laquelle il prête de ses éléments biographiques ...
Il en est conscient puisqu'il dit dans une interview : « ... jusqu'à une certaine période de ma vie, j'étais comme c'est le cas le plus général je crois, le héros de mes rêves éveillés. » Mais le phantasme continue de pénétrer le réel. Dans La Fête, l'auteur pense que Vailland veut viriliser Lucie son héroïne, en faire une femme ambiguë à dominante mâle comme l'était sa grand-mère. Cette identification apparaît plus nettement encore dans son dernier roman La Truite où Frédérique, truite insaisissable, est vierge et sauvage, faite d'un matière dure. Elle a refusé les hommes dans sa jeunesse, les a maltraités avec sa bande d'amies, mais elle est la seule désormais à continuer dans cette voie et les hommes qui s'en approchent sont pris dans ses rets comme dans une toile d'araignée. 
Dans La Fête, Vailland fait dire à Duc son héros,« ... si le roman est réussi, il fera le même poids que le précédent. - Quel poids, lui demande Jean-Marc. - Mon poids dans le moment où je l'écris, lui répons Duc ».

## Le 'libertin bolchevik'

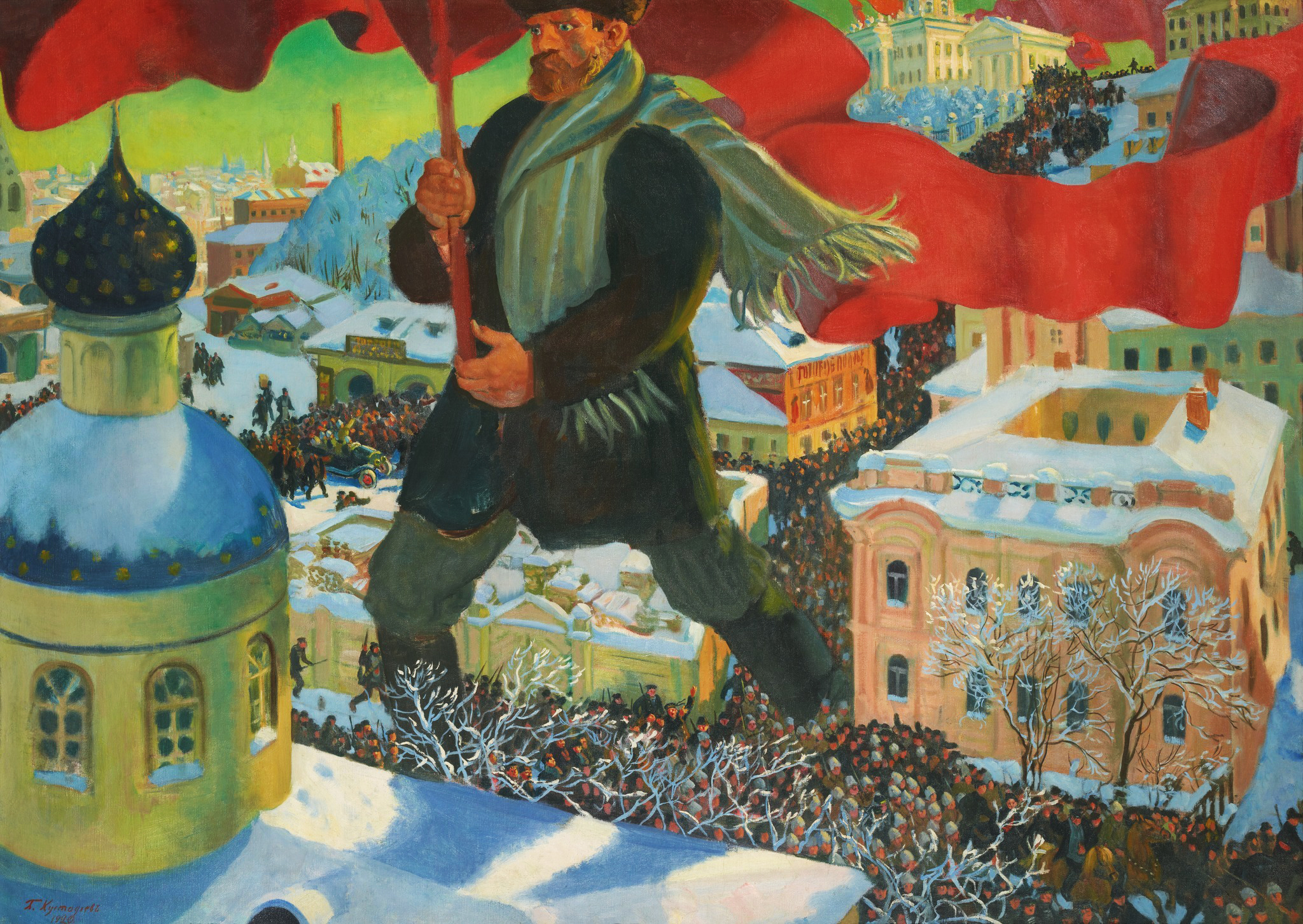
Image du 'bolchevik'

Cette dénomination antinomique que revendiquait Vailland n'était pas toujours facile à assumer. Comme beaucoup d'intellectuels de sa génération, il sera un sympathisant communiste mais aussi un militant. Pour Jean Recanati, son adhésion repose sur une double attirance :

- Être comme les communistes, tels en tout cas qu'il se les représente, son 'imago' variant selon les personnes et les époques;

- Être parmi les communistes, participer à la lutte collective, être des leurs.
La relation fusionnelle qu'il recherche, il l'a déjà rencontrée dans l'aventure surréaliste du Grand Jeu qu'il crée avec ses amis René Daumal et Roger Gilbert-Lecomte puis dans l'épopée de la Résistance, expérience radicale d'un drôle de jeu, 'à la vie, à la mort' où bons et mauvais sont bien identifiés. Vailland s'identifie à cet 'imago' communiste au point de devenir adhérent et militant, cependant la fusion est difficile et il constatera souvent un écart entre les militants de base et l'intellectuel militant plus ou moins bien intégré.
Pour étayer son propos, Jean Recanati puise 3 exemples dans les œuvres de Vailland :
- Drôle de jeu où Marat qui n'est pas membre du PCF constate : « C'est mon drame personnel ». Il ajoute : « Je me bats aux côtés des communistes... je fais tout ce que je peux pour le Parti, plus peut-être que beaucoup de militants, mais je n'ai pas le style communiste... »
- sa pièce de théâtre Héloïse et Abélard où s'opposent deux personnages, le Prince, type du libertin désinvolte et Abélard présenté comme le type du militant dynamique;
- Bon pied, bon œil où la situation est similaire avec Rodrigue le bolchevik et Marat-Lamballe le libertin qui manie si bien le dérisoire.

Avec Bon pied Bon œil, il fait, écrit-il dans son Journal, « ses adieux à la culture bourgeoise ». Dans son roman suivant Un jeune homme seul, après cette rupture, il récuse sa famille réelle, dévalorise l'image du père -qui s'oppose à celle du grand-père ancien communard- pour idéaliser cette dernière image. Il esquisse ainsi un nouveau rapport de filiation qui va se concrétiser dans le personnage de Madru dont il écrit : « les communistes disaient qu'il avait été un vrai bolchevik. » C'est Vailland lui-même qui commentera : « Le jeune homme seul qui est en somme une série d'épreuves, finit au moment où le postulant (à l'héroïsme) se trouve enfin au point de devenir un vrai héros. » L'action militante apporte une joie comparable à l'amour, ce qu'il écrira dans La Fête : « Certains meetings, aux époques de fièvre politique, se déroulaient comme des fêtes... »
« ... Rentré chez moi, il a bien fallu ôter son portrait (de Staline) sur le mur au-dessus de mon bureau » écrit-il dans son Journal en rentrant de Moscou. Mais il ne partage pas le désespoir d'un camarade en voyage aussi à Moscou car il ajoute en parlant de lui : « Écrivain inapte au malheur. » Dans son roman suivant La Loi, il fera mourir Don Cesare comme pour conjurer le malheur mais il n'en souffrira pas moins. Le 'bolchevik' s'éloigne pour laisser place à la biographie d'un libertin à laquelle Vailland va s'atteler en 1956, intitulée Éloge du Cardinal de Bernis. Comme écrit Recanati : « La fête de l'amour a succédé à la fête politique. »